# Neomortonija
Neomortonija (lat. Neomortonia), monotipski biljni rod iz porodice gesnerijevki smješten u podtribus Columneinae, dio tribusa Gesnerieae.. Jedina vrsta je N. rosea rasprostranjena od Kostarike preko Paname i Kolumbije do Ekvadora 
Dio je podtribusa Columneinae.

## Etimologija
Ime roda sastavljeno je od grčkog νεος, neos = novo i Morton, u čast Conrada Vernona Mortona (1905.-1972.), eminentnog američkog botaničara.

## Opis
To je epifitsko ili saksikolno bilje s vitkim, visećim stabljikama dugim do 1 m. Rastu na vlažnim, sjenovitim stijenama ili epifitski na drveću u nizinskim ili planinskim šumama. N. rosea ima dramatične ružičaste i nabrane episcioidne cvjetove, što ukazuje na oprašivanje pčelama Euglossini. Moguća druga vrsta, N. alba, vjerojatno je bijela varijanta N. rosea. Broj kromosoma 2n = 18.